# Edward Stachura

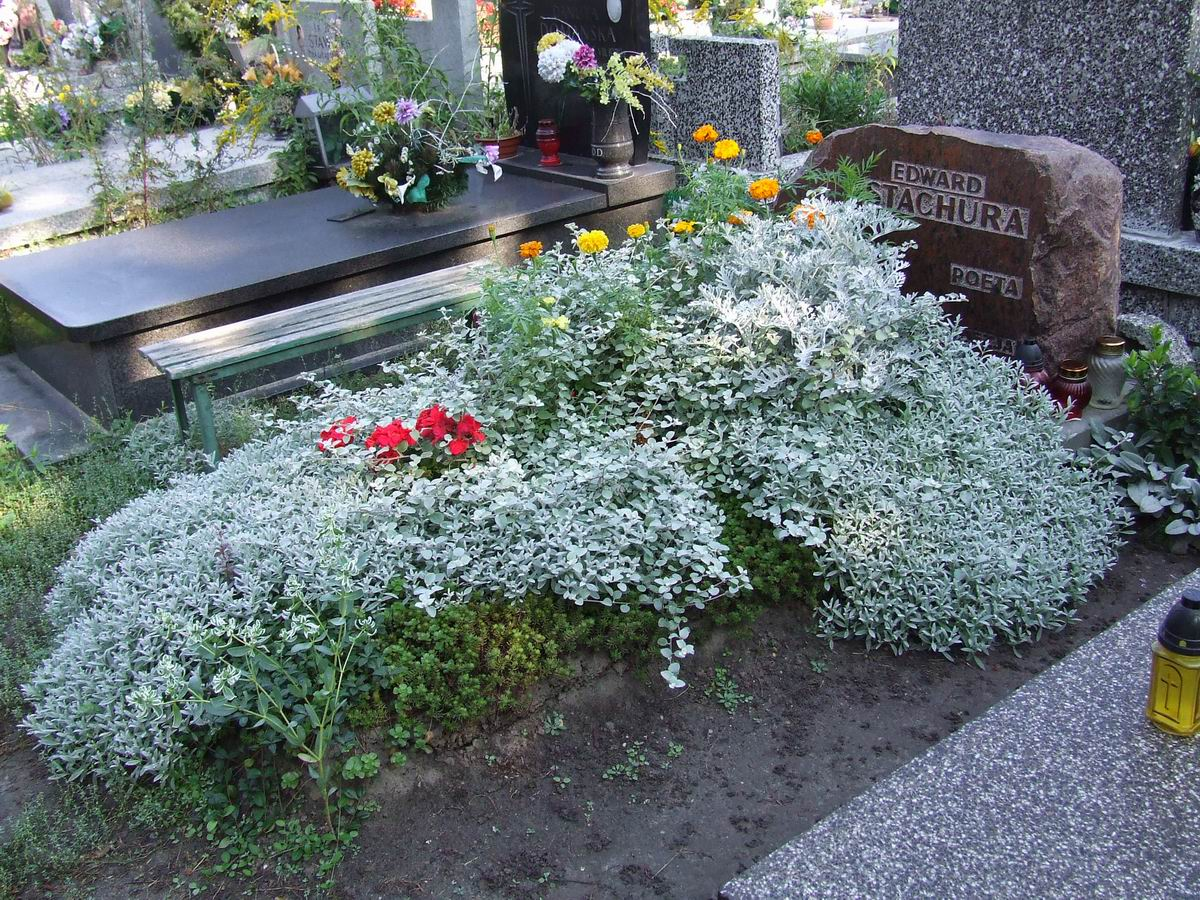
Hrob Edwarda Stachury

Edward Jerzy Stachura (18. srpna 1937 Charvieu-Chavagneux, Francie – 24. července 1979 Varšava) byl polský spisovatel, překladatel, písničkář. Je autorem básní, písní, povídek, dvou románů, několika žánrově nezařaditelných textů, obsáhlé korespondence, deníkových záznamů a zápisků z cest.

## Život
Narodil se v departementu Isère v rodině polských emigrantů. Když mu bylo 11 let, vrátila se rodina do Polska. Stachura chodil do školy v Alexandrowě Kujawském. Se svou nezkrotnou povahou často utíkal z domova, poté se usadil u bratra v Gdyni. V roce 1957– 1958 se zapsal ke studiu romanistiky na Katolické univerzitě v Lublinu (KUL), avšak zdejší studium nejednou přerušil. V květnu roku 1960 přešel na univerzitu do Varšavy, tamější studium romanistiky již ukončil v roce 1965 magisterským titulem. Tehdy také začal publikovat texty a skládat písně, které zpíval za doprovodu kytary. V letech 1962–1972 žil v manželství se Zytou Bartkowskou, jež vystupovala pod literárním pseudonymem Zyta Oryszyn.

### Cesty
Značnou část Stachurova života vyplnilo cestování, které je také jedním z hlavních témat jeho děl. V letech 1969–1970 pobýval na vládním stipendiu na největší mexické univerzitě UNAM. Jeho cesty měly charakter několikaměsíčních putování. Procestoval Jugoslávii, Blízký Východ (1972), Norsko, Švýcarsko, Francii, v roce 1975 podnikl další cestu do Mexika a do USA a Kanady. Vedle toho neustále cestoval po všech regionech Polska – pěšky, stopem, vlakem či autobusem.

### Závěrečné období a smrt
V letech 1977–1979 Stachura prožíval „mystické období“, během něhož usiloval o oproštění od veškerých identit, vymezení a omezení. Rozdal veškerý majetek, spálil své dopisy a fotografie. V dubnu 1979 se patrně pokusil o sebevraždu skokem pod vlak. Přišel o čtyři prsty na pravé ruce; pomalu se učil znovu psát, ale nedokázal začít nový život. Před sebevraždou napsal báseň „Dopis pozůstalým“:
| „ | Umírám za své viny a za nevinnost svou za prázdno, které cítím každou částí těla a každou částí duše za prázdno rvoucí mě na cáry jako noviny popsané halasnými nicneříkajícími slovy za možnost sjednocení s Bezejmenným, s Mimoslovným, s Neznámým [...] | “ |

## Dílo
- Jeden dzień (povídky), 1962
- Dużo ognia (básně), 1963
- Falując na wietrze (povídky), 1966
- Przystępuję do ciebie („Přistupuji k tobě“, poéma), 1968
- Po ogrodzie niech hula szarańcza (poéma), 1968
- Cała jaskrawość („všechen třpyt“, román), 1969
- Siekierezada albo Zima leśnych ludzi („Sekerezáda aneb zima lesních lidí“, román), 1971
- Piosenki, 1973/1974
- Kropka nad ypsylonem („Tečka nad ypsilonem“, poéma), 1975
- Się („Se“, soubor próz), 1977
- Missa pagana (poéma-mše), 1978
- Fabula rasa', 1979
- Oto („Hle“), 1979

### Souborné vydání
- Poezja i proza. 5 svazků. Warszawa: Czytelnik 1982.

### Knižní vydání v češtině
- Sekerezáda aneb zima lesních lidí, přel. Helena Stachová, Odeon 1980.
- Smířit se se světem (výbor), sest. a přel. H. Stachová, Torst 1996.
- Cestou na Yucatán (výbor), sest. a přel. I. Krasnická, Votobia 1996.
- Člověk-nikdo (výbor z pozdního období), sest. a přel. D. Zelinka, Malvern 2014.

### Překlady
Mezi autory, které Stachura překládal, patří Henri Michaux, Michel Deguy, Gabriel García Márquez nebo Jorge Luis Borges.

## Odkaz
Stachura byl ve své době nesmírně populární zejména u nonkonformní polské mládeže a po jeho smrti se konala a dosud konají četná setkání zvaná "Stachuriády". Tuto módu kritizovali někteří publicisté, například Ziemowit Fedecki, podle něhož pozdní Stachurova díla nedosahovala hodnoty těch dřívějších. Jeho písně dodnes interpretuje řada polských hudebníků a skupin. Jeho Sekerezádu zfilmoval v roce 1985 Witold Leszczyński.